# Michael Hoffer
Michael Hoffer, född 6 juli 1972, är en svensk före detta friidrottare (mångkamp). Han vann SM-guld i tiokamp åren 1997 och 1999 samt i sjukamp inomhus år 2002.

## Personliga rekord

### Utomhus
| Utomhus - 100 meter – 11,21 (Uleåborg, Finland 28 juni 1997) - 400 meter – 49,53 (Uleåborg, Finland 28 juni 1997) - 400 meter – 50,07 (Alhama del Murcia, Spanien 22 maj 1999) - 1 500 meter – 4:46,36 (Alhama del Murcia, Spanien 23 maj 1999) - 1 500 meter – 4:50,82 (Uleåborg, Finland 29 juni 1997) - 110 meter häck – 14,49 (Azusa, Kalifornien USA 17 april 1998) - 110 meter häck – 14,59 (Alhama del Murcia, Spanien 23 maj 1999) - Höjd – 2,20 (Alhama del Murcia, Spanien 22 maj 1999) - Höjd – 2,02 (Alhama del Murcia, Spanien 22 maj 1999) - Stav – 4,87 (Uppsala 2 augusti 1998) - Stav – 4,80 (Alhama del Murcia, Spanien 23 maj 1999) - Längd – 7,49 (Olofström 24 juli 1999) - Längd – 7,23 (Azusa, Kalifornien USA 18 april 2002) - Längd – 7,53 (medvind) (Malmö 7 augusti 1999) - Kula – 14,27 (Azusa, Kalifornien USA 18 april 2002) - Kula – 13,92 (Azusa, Kalifornien USA 14 april 2004) - Diskus – 45,10 (Alhama del Murcia, Spanien 23 maj 1999) - Diskus – 41,38 (Uleåborg, Finland 29 juni 1997) - Spjut – 58,26 (Uleåborg, Finland 29 juni 1997) - Spjut – 54,50 (Azusa, Kalifornien USA 19 april 2002) - Tiokamp – 7 872 (Alhama del Murcia, Spanien 22 maj 1999) - Tiokamp – 7 872 (Alhama del Murcia, Spanien 23 maj 1999) | Inomhus - 60 meter – 7,14 (Karlstad 6 februari 1999) - 60 meter – 7,15 (Gent, Belgien 25 februari 2000) - 1 000 meter – 2:48,23 (Karlstad 7 februari 1999) - 1 000 meter – 2:53,37 (Gent, Belgien 26 februari 2000) - 60 meter häck – 8,10 (Karlstad 6 februari 1999) - 60 meter häck – 8,10 (Karlstad 7 februari 1999) - Höjd – 2,03 (Karlstad 6 februari 1999) - Höjd – 2,03 (Karlstad 5 februari 1999) - Stav – 4,85 (Eskilstuna 13 februari 2000) - Stav – 4,80 (Gent, Belgien 26 februari 2000) - Längd – 7,41 (Sätra 14 februari 1999) - Längd – 7,19 (Sätra 2 mars 2002) - Kula – 14,48 (Gent, Belgien 25 februari 2000) - Kula – 14,27 (Eskilstuna 12 februari 2000) - Sjukamp – 5 811 (Karlstad 7 februari 1999) |